# Eucoelium stelliferum
Eucoelium stelliferum is een zakpijpensoort uit de familie van de Polycitoridae. De wetenschappelijke naam van de soort werd in 2000, als Polycitorella stellifera, voor het eerst geldig gepubliceerd door het echtpaar Claude en Françoise Monniot.